# Bombus taiwanensis
Bombus taiwanensis (лат.) — вид шмелей подрода Pyrobombus из семейства настоящих пчёл. Эндемик Тайваня.

## Этимология
Назван по месту обнаружения на Тайване, избегая омонимии с более ранними зафиксированными именами в Bombus formosanus, formosellus, formosulus и formosus.

## Описание
Сравнительно небольшие шмели, длина тела рабочих особей 10‒12 мм. Преимущественно чёрный шмель с оранжевым кончиком брюшка. От других видов в комплексе Bombus hypnorum отличается следующими признаками: самка и самец с передними, средними и задними основными члениками лапок (базитарсиями) более светло-коричневыми, чем голени (против более тёмного, как и остальная часть тела у B. hypnorum); волосы (опушение) метасомы со всеми тергитами 4-6 бледные, тускло-песчано-коричневые или очень бледно-оранжевые (по сравнению с белыми у B. hypnorum). Наличник самки в ближней к верхней губе половине гладкий и блестящий, лишь с несколькими крупными точками, в большинстве случаев отстоящими друг от друга на расстояние, намного превышающее их собственную ширину (у B. hypnorum крупные точки часто разделены только своей шириной). Гениталии самца с внутренним передним (базальным) выступом гоностиля отделенным от гонококсы менее чем на ширину загнутого крючка головки клапана пениса (у B. hypnorum отделены намного больше, чем ширина загнутого крючка головки клапана пениса).

## Распространение
Тайвань. Эндемик гор уездов Синьчжу, Наньтоу и Хуалянь (Центральный Тайвань), на высоте 2300-3100 м над уровнем моря.

## Систематика
Включён в состав видового комплекса B. hypnorum из подрода Pyrobombus. Ранее признавалось наличие 9 видов на острове Тайвань. Авторы исследования в 2022 году подтвердили отдельный статус четырёх видов, включая два вида, признанных эндемичными на основании молекулярных и морфологических данных. Также было показано, что другие пять видов определены как конспецифические с материковыми видами, четыре из которых также считаются конспецифичными на основании молекулярных и морфологических данных. Эндемичный вид Bombus taiwanensis может быть диагностирован с помощью интегрированных данных по баркодам COI (субъединица I цитохром-с-оксидазы), его цветовому узору и морфологии. Вид был впервые описан в 2022 году английским энтомологом Полом Уильямсом (Музей естествознания, Лондон) и его коллегами из Тайваня.